# Athetis gemini
Athetis gemini là một loài bướm đêm trong họ Noctuidae.